# 新潟県道274号与板北野線
新潟県道274号与板北野線（にいがたけんどう274ごう よいたきたのせん）は、新潟県長岡市内を通る一般県道である。

## 概要

### 路線データ
- 起点：新潟県長岡市与板町与板字稲荷町（国道403号交点）
- 終点：新潟県長岡市和島北野字五枚田（新潟県道574号寺泊西山線交点）

## 地理

### 通過する自治体
- 新潟県長岡市

### 接続する道路
- 国道403号（起点：稲荷町交差点）
- 新潟県道378号大口与板線（本与板交差点）
- 新潟県道574号寺泊西山線（終点：北野交差点）

### 周辺
- JR越後線 小島谷駅
- 新潟県警察 与板警察署
- 新潟県 長岡地域振興局 地域整備部 与板維持管理事務所
- 長岡市消防本部 与板消防署
- 長岡市役所
  - 与板支所
  - 和島支所
- 新潟県立正徳館高等学校
- 長岡市立与板中学校
- 長岡市立与板小学校
- 長岡市立和島小学校
- 第四北越銀行
  - 与板支店
  - 島崎支店
- 新潟大栄信用組合
  - 与板支店
  - 和島支店
- JA越後さんとう
  - 与板支店
  - 北部中央支店
- 与板郵便局
- 和島郵便局
- 信濃川